# Лейва, Тобиас
Тобиас Мануэль Лейва (исп. Tobías Manuel Leiva; род. 9 февраля 2004, Буэнос-Айрес) — аргентинский футболист, полузащитник клуба «Альдосиви».

## Клубная карьера
Лейва — воспитанник клуба «Ривер Плейт». В 2025 году игрок на правах аренды перешёл в «Альдосиви». 27 января в матче против «Сентраль Кордова» он дебютировал в аргентинской Примере. 14 марта в поединке против «Архентинос Хуниорс» Тобиас забил свой первый гол за «Альдосиви».